# باسكلة غرمة
باسكلة غرمة (بالفارسية: باسکله گرمه) هي قرية تقع في قسم زرنة الريفي (مقاطعة إيوان) في إيران. يقدر عدد سكانها بـ 317 نسمة بحسب إحصاء 2016.